# Mohammed Al-Deayea
Mohammed Al-Deayea (ur. 2 sierpnia 1972 w Rijadzie) – saudyjski piłkarz występujący na pozycji bramkarza. Od 1999 roku gra w zespole Al-Hilal. Jest rekordzistą pod względem liczby występów w drużynie narodowej.

## Kariera klubowa
Mohammed Al-Deayea zawodową karierę rozpoczynał w 1989 roku w klubie Al-Tae Rijad, w którym występował łącznie przez dziesięć sezonów. W 1999 roku podpisał kontrakt z Al-Hilal, gdzie podstawowym bramkarzem był do tej pory Hassan Al-Otaibi. W 2001 roku Al-Deayea był bliski przejścia do Manchesteru United, którego działacze szukali wówczas zmiennika dla Fabiena Bartheza. Ostatecznie Al-Deayea nie dostał pozwolenia na pracę w Anglii i pozostał w Al-Hilal. Razem z tym zespołem saudyjski bramkarz odnosił wiele sukcesów. W 2002 i 2005 roku sięgnął po tytuł mistrza kraju, oprócz tego cztery razy zdobył Puchar Korony Księcia, trzy razy Puchar Saudyjskiej Federacji, wygrał także Azjatycką Ligę Mistrzów, Puchar Zdobywców Pucharów Azji, Superpuchar Azji, Arabską Ligę Mistrzów, Arabski Puchar Zdobywców Pucharów, Arabski Superpuchar oraz Superpuchar Saudyjsko-Egipski.

## Kariera reprezentacyjna
W reprezentacji Arabii Saudyjskiej Al-Deayea zadebiutował 24 września 1990 roku w wygranym 4:0 pojedynku z Bangladeszem. Cztery razy z rzędu uczestniczył w finałach mistrzostw świata – w 1994, 1998, 2002 i 2006 roku. Na swoich pierwszych trzech mistrzostwach w karierze Al-Deayea był pierwszym bramkarzem drużyny narodowej, natomiast na mundialu w Niemczech między słupkami Arabii Saudyjskiej zastąpił go Mabrouk Zaid. Razem z reprezentacją Al-Deayea wygrał między innymi Puchar Azji 1996 oraz dotarł do finału tych rozgrywek w 1992 i 2000 roku. Setny mecz w zespole narodowym wychowanek Al-Tae Rijad rozegrał 3 czerwca 1998 roku przeciwko Meksykowi. Ostatni raz w kadrze wystąpił natomiast 11 maja 2006 roku, kiedy to Arabia Saudyjska przegrała 2:1 z Belgią. Dla drużyny narodowej Al-Deayea zaliczył łącznie 181 występów i jak do tej pory żaden inny piłkarz na świecie nie rozegrał więcej meczów dla reprezentacji swojego kraju.